# Décès en 1327
Décès
- 1323
- 1324
- 1325
- 1326
- 1327
- 1328
- 1329
- 1330
- 1331

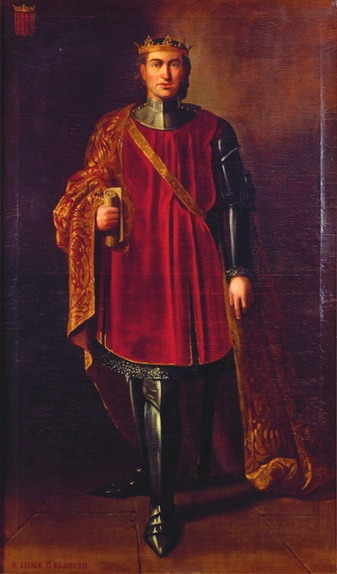
Jacques II d'Aragon, mort en 1327.

Cette page dresse une liste de personnalités mortes au cours de l'année 1327 :
- 29 janvier : Adolphe Ier du Palatinat, dit l'idiot, comte palatin du Rhin.
- 11 février : Takatsukasa Fuyuhira,  noble de cour japonais (kugyō) de l'époque de Kamakura.
- 7 ou 10 mars : Arduce de Pont-Saint-Martin, évêque d'Aoste.
- 5 avril : Kujō Fusazane, noble de cour  japonais (kugyō) de l'époque de Kamakura, il exerce la fonction de régent kampaku.
- 9 avril : Walter Stuart, 6e grand sénéchal (High Steward) d'Écosse.
- 28 mai : Robert Baldock, prelat anglais et Lord chancelier.
- 30 mai : Jens Grand, prévôt de l'évêché de Roskilde, archevêque de Lund, Riga et Brême.
- 28 juillet : Jeanne d'Avaugour,  héritière de la seigneurie d'Avaugour en Goëlo.
- 1er septembre : Foulques de Villaret, 25e grand maître des Hospitaliers de l'ordre de Saint-Jean de Jérusalem.
- 10 septembre : Cecco d'Ascoli, dit Francesco Stabili, poète et encyclopédiste italien, brûlé vif à Florence.
- 21 septembre : Édouard II d'Angleterre, roi d'Angleterre et seigneur d'Irlande, duc d'Aquitaine et prince de Galles.
- 22 septembre: Hōjō Koresada, treizième rensho (assistant du shikken) et onzième Minamikata rokuhara Tandai (assistant chef de la sécurité intérieure à Kyoto).
- 21 octobre : Guido Tarlati, évêque d'Arezzo et dernier prince de la cité.
- 24 octobre : Asher ben Yehiel, un des principaux décisionnaires de l’époque des Rishonim, des Maîtres médiévaux. Éminent talmudiste, il est l'élève - et le gendre - de Rabbi Meïr de Rothenburg.
- 27 octobre : Élisabeth de Bourg, reine consort d'Écosse.
- 2 novembre : Jacques II d'Aragon, dit le Juste[1], roi d'Aragon, de Sicile, de Sardaigne et de Corse, de Valence et comte de Barcelone.
- 12 novembre : Alain III de Châteaugiron, évêque de Rennes.
- 16 novembre : Walter Reynolds, évêque de Worcester puis archevêque de Cantorbéry ainsi que lord trésorier et lord chancelier.

- Anne d'Autriche, princesse du Saint-Empire.
- Nicéphore Choumnos, érudit et un dignitaire byzantin sous Andronic II Paléologue.
- Chupan, aristocrate mongol de Perse, au service de trois ilkhans successifs de la dynastie des Houlagides (ou Ilkhanides) : Ghazan, Oldjaïtou et Abu Saïd Bahadur.
- Constantin Ier d'Iméréthie, roi d'Iméréthie (Géorgie occidentale) de la dynastie des Bagrations.
- Robert V de Dreux, comte de Dreux et de Braine.
- Pierre de l'Isle, évêque de Tréguier.
- Louis de Poitiers, évêque de Viviers, de Langres puis de Metz.
- Jean II de Sancerre, comte de Sancerre, seigneur de Meillant, Le Pondy et de Charenton-du-Cher.
- Vital du Four, cardinal franciscain, philosophe scolastique.
- Demachq Khâja, troisième fils de l’émir Chupan représentant du dernier grand Ilkhan de Perse Abu Saïd.
- Jacob Peyt, un meneur lors d'une révolte populaire en Flandre.
- Ren Renfa, peintre chinois.

## Crédit d'auteurs
- Cet article est partiellement ou en totalité issu de l'article intitulé « 1327 » (voir la liste des auteurs).